# جيري كوين (لاعب كرة قدم بريطاني)
جيري كوين (بالإنجليزية: Gerry Coyne)‏ هو لاعب كرة قدم بريطاني في مركز الهجوم، ولد في 9 أغسطس 1948 في Hebburn ‏ في المملكة المتحدة. لعب مع بيرويك راينجرز ونادي سكاربورو ونادي غيتزهد ونادي يميريك ونادي يورك سيتي.